# Gorges du Seyon
Les gorges du Seyon sont une vallée encaissée et étroite où coule le Seyon, entre Valangin et le Gor de Vauseyon en ville de Neuchâtel, dans le canton de Neuchâtel. Ces gorges ont moins de 4 km de long, pour environ 100 m de dénivellation. Elles abritent une importante route cantonale et un cheminement pédestre.

## Étymologie
Trois hypothèses sont relevées par Kraege et Künzi :
- saille, du préceltique cala, indiquant le rocher ;
- le bas latin scala, l'échelle formée par les sauts successifs de la rivière dans les gorges ;
- une ancienne forme écrite Seo fait penser au celtique sco, bassin d'eau douce, étang, d'où dérive l'allemand See (lac).

Les deux premières hypothèses font référence aux gorges du Seyon, la troisième au lac qui se formait peut-être anciennement dans le Val-de-Ruz.
Une quatrième hypothèse est proposée par Philippe Nardini : sillon, en ancien français seillon, apparenté à siller (« tracer »), sillage.

## Route
La route qui passe par les Gorges du Seyon, un tronçon de la route principale H20 et l'autoroute J20, est le premier segment de l'itinéraire reliant les trois principales villes du canton de Neuchâtel : Neuchâtel (altitude 430 m), La Chaux-de-Fonds (altitude 1 000 m) et Le Locle (altitude 1 047 m). Près de 22 000 véhicules la franchissent quotidiennement en 2005. Des aménagements importants ont été faits entre 1996 et 2000 pour avoir 2×2 pistes entre Neuchâtel et Valangin. Il a fallu creuser deux tunnels pour le trafic descendant, de 860 m et 1 020 m de long. Ces travaux ont complété la réalisation d'une liaison autoroutière passant en tunnel sous la Vue-des-Alpes et mise en service en 1994.
Une première route a été construite dans ces gorges après 1835, la commune de Boudevilliers ayant participé cette année-là à une souscription « en faveur de la route des Gorges du Seyon projetée ».